# Paavalinsaari (ö i Nyslott, lat 62,37, long 28,68)
Paavalinsaari är en ö i Finland. Den ligger i sjön Enonvesi och i kommunen Heinävesi i den ekonomiska regionen  Nyslotts ekonomiska region  och landskapet Södra Savolax, i den sydöstra delen av landet, 300 km nordost om huvudstaden Helsingfors. Öns area är 0,7 hektar och dess största längd är 160 meter i sydöst-nordvästlig riktning.